# Arafan Camara
Général Arafan Camara (né le 24 février 1948 à Bagna en Guinée et mort le 6 janvier 2008 à Saint-Mandé en France), est un homme politique et militaire guinéen.

## Biographie
Camara est nommé ministre de la Défense le 28 mars 2007 après que de grandes manifestations eurent réclamé un nouveau gouvernement. Il est renvoyé le 12 mai 2007 après que des soldats eurent créé une émeute, se plaignant de leurs conditions de travail et de la réinstallation de certains chef militaires dans l'Armée. Il est remplacé à ce poste par le Général d'Armée Bailo Diallo.